# Grand Theft Auto V
Grand Theft Auto V (също известна като Grand Theft Auto Five, GTA 5 или GTA V) е най-голямата екшън-приключенска игра с отворен свят, разработена от Rockstar North. Това е петнадесетата игра в серията Grand Theft Auto и наследникът на Grand Theft Auto IV. Оригиналното издание е пуснато на 17 септември 2013 г. за Xbox 360 и PlayStation 3. Версиите на Xbox One и PlayStation 4 излиза на 18 ноември 2014 г. и по-късно на 14 април 2015 г. за PC. Grand Theft Auto V е се развива около 2013 г. в град Лос Сантос (базиран на Лос Анджелис) и околните райони и разказва историите на трима герои: Майкъл де Санта, Франклин Клинтън и Тревър Филипс. Той се провежда около пет години след събитията от Grand Theft Auto IV и четири години след събитията на Grand Theft Auto: Chinatown Wars.
Разработена от серийния създател Rockstar North, Grand Theft Auto V се отправя към град Лос Сантос и околните хълмове, провинцията и плажовете в най-голямата и най-амбициозна игра на Rockstar към този момент.

## Разработване
Разработването на играта започва през 2009 г., веднага след Grand Theft Auto IV. В играта са инвестирани около 265 милиона долара. Като едно от най-очакваните заглавия за видеоигри, които ще бъдат разпространени през 2013 г., играта е широко рекламирана преди пускането ѝ. Играта продава 11 210 000 екземпляра и натрупва $ 800 000 000 в първия си ден на пускане на пазара, като поставя много записи и в крайна сметка печели $ 1 000 000 000 в рамките на 3 дни след излизането на играта.
Официално е обявена на 25 октомври 2011 г. Дебютният трейлър на играта е показан на 2 ноември 2011 г., последван от втори на 14 ноември 2012 г. На 18 ноември 2014 г. е пусната на платформите PlayStation 4 и Xbox One. Тя е визуално подобрена и включва перспектива от първо лице.
До юни 2014 г. версия за PC не е обявена. Същия месец е оповестена съвместно с PS4 и Xbox One версиите, но скоро след това променена за 27 януари 2015 г., но впоследствие отложена за 24 март. Датата бива отново променена, този път – 14 април. Тя поддържа 4к резолюция и множество графични опции, като Rockstar цели да има достъпност за множество PC играчи.

## Геймплей
Grand Theft Auto V еволюира почти всеки геймър, който е бил в предишните игри Grand Theft Auto. Що се отнася до шофирането, превозните средства са значително подобрени, като Rockstar работи по-сложна физика върху тях. Автомобилите дори могат да се държат малко по-добре на земята. Механизмът на шофирането се чувства по-скоро като състезателна игра, по-специално серията Midnight Club, в сравнение със скалната, подобна на лодка система за управление на Grand Theft Auto IV. Механизмът на снимане е по-добър от гледна точка на усещането за механика и по-голям в сравнение с механизмите за мелене в играта, но това не означава, че битките за мелене няма да са забавни, тъй като се подобриха спрямо предходните заглавия добре. Grand Theft Auto V черпи вдъхновения от много различни Rockstar заглавия в миналото, включително Max Payne 3, Midnight Club, Manhunt и Red Dead Redemption.
Има много уникални функции в играта, една от тези характеристики е, че когато играчите играят като един от тримата герои в играта, другите двама излизат извън своя независим ежедневен живот. Друга уникална особеност е, че функцията за смяна на символи се изпълнява по начин, описан в Google Земя и е показана по време на демонстрация на Game Informer, която се оказа плавна и без забавяне. Версиите за PC, PS4 и Xbox One представляват изключителна функция – режимът от първо лице. Цялата игра може да се играе през очите на главния герой. Този режим на игра показва съвсем нов начин да играете играта. Автомобилите имат подробен интериор, различен един от друг.
Добавени нови дейности като йога, триатлони, джет ски, парашутизъм, тенис, голф и гмуркане. Случайни събития също са добавени към играта и могат да се появят по всяко време, докато играчът разглежда картата. Мобилният телефон се е върнал от Grand Theft Auto IV, но сега се използва само за извикване на контактите на играча, сърфиране в интернет и бърз сейф.
Rockstar прави и промени в пешеходната механика; някои пешеходци могат да се видят на автобусните спирки в Източен Лос Сантос и същите хора могат отново да се появят в Рокфорд Хилс, работейки в градините на богатите имения. Някои малки механики, които спомагат за предаването на околната среда и външния вид на Лос Сантос, се случват в определени часове от деня.

## История
Внимание:  Текстът по-долу разкрива сюжета на произведението (или части от него)!
Играта се съсредоточава върху „преследването на всемогъщия долар“. За първи път в поредицата Grand Theft Auto са включени три игрални героя (Michael De Santa, Trevor Phillips и Franklin Clinton). Всеки от тях има своя история и цели, които преследва. Иновативно е, че може да изберете и да смените между трима герой, Тревор, Франклин или Майкъл.
Майкъл Таунли, Тревър Филипс и Брад Снайдер участват в лош грабеж в Лудендорф, Северна Янктон. Девет години по-късно Майкъл живее със семейството си в Лос Сантос, под името Майкъл де Санта. В целия град, гангстер Франклин Клинтън работи за корумпирания арменски продавач на коли и се среща с Майкъл, докато се опитва да измъкне измамно колата на сина си; двамата по-късно стават приятели. Когато Майкъл намира съпругата си Аманда, която спи с треньора си за тенис, той и Франклин преследват треньора в имение, което Майкъл разрушава с гняв. Собственикът се оказва приятелката на Мартин Мадразо, мексикански наркобар, който иска компенсация, за да избегне по-нататъшно насилие. Майкъл се връща в престъпен живот, за да получи парите, като привлече Франклин като съучастник. С помощта на стария приятел на Майкъл Лестър, осакатен хакер, те извършват обир от бижута, за да си платят дълга. Тревър, който сега живее в трейлър парк в покрайнините на Лос Сантос и вярва, че Майкъл е бил убит в неуспешния си грабеж, чува за наследството и осъзнава, че това е работата на Майкъл; Тревър изненадва Майкъл и се събира с него, след като проследява дома му.
Личният живот на главните герои започва да спира извън контрол. Все по-непостоянното поведение на Майкъл принуждава семейството му да го напусне и когато става филмов продуцент във филмовото студио Ричардс Маджестик, той влиза в конфликт с Девин Уестън, самоуверен милиардер рисков капитал и корпоративен нападател, който обещава отмъщение след опитите си да затвори в студиото са осуетени от Майкъл и неговият адвокат умира при злополука. Франклин спасява своя приятел Ламар Дейвис от гангстер и бивш приятел Харолд „Stretch“ Joseph, който многократно се опитва да убие Ламар, за да се докаже на новите си братя. Безразсъдните усилия на Тревър да консолидират контрола си върху различни черни пазари в окръг Блейн го виждат да воюва срещу клуба за изгубени мотоциклетисти, няколко латиноамерикански улични банди, конкурентни търговци на метал, хълмилийци, частна охранителна фирма Мериуедър и военен триад Вай Ченг.
Агентите на Федералната следствена служба (FIB) Дейв Нортън и Стив Хайнс се свързват с Майкъл и настояват той да извърши редица операции, за да подкопае конкурентната агенция, агенцията за международни отношения (IAA). Под ръководството на Стив и с помощта на Лестър те атакуват бронен конвой, който носи средства, предназначени за IAA, и открадва експериментално химическо оръжие от контролирана от IAA лаборатория. Тъй като Стив е подложен на все по-голямо разглеждане, той принуждава Майкъл и Франклин да изтрият всички доказателства, които се използват срещу него от FIB сървърите. Майкъл има възможността да изтрие данните за собствената си дейност, унищожавайки влиянието на Стив над него. Майкъл, Тревър, Франклин и Лестър започват да планират най-смелите си постижения: нахлуват в златния резерв на Съюза на депозитарите. Майкъл се примирява със семейството си. Тревър обаче открива, че Брад не е бил в затвора, тъй като е повярвал, но е убит по време на обир и погребан в гроба, маркиран за Майкъл. Тълкуването на Trevor предизвиква триенето в групата и заплашва да подкопае плановете си за депозита на Съюза. Когато Майкъл и Дейв са предадени от Стив и са хванати в мексиканска ситуация между FIB, IAA и Мериуедър, Тревър, чувствайки, че той е единственият, който има право да убие Майкъл, идва на помощ. Въпреки че не е прощавал Майкъл, Тревър се съгласява да извърши обида на Депозитаря на Съюза и след това да се раздели с него.
Ударът е завършен успешно, но Франклин се приближава отделно от Стив и Дейв, които твърдят, че Тревър е задължение, а Девин, който иска възмездие за предателството на Майкъл. Франклин има три възможности: да убие Тревър, да убие Майкъл или да се опита да спаси и двете в мисия за самоубийство. Ако Франклин избере да убие Михаил или Тревър, той прекъсва контакта с оцелелия и се връща към стария си живот. В противен случай триото ще издържи на атака от FIB и Мериуедър, преди да продължи да убива Стив, Стреч, Уей и Девин. Майкъл и Тревър се примиряват и тримата престават да работят заедно, но остават приятели.

## герои

### 1. Майкъл Де Санта (Майкъл Таунли)
Той е пенсиониран банков обирджия. След споразумението с FIB, той е започнал нов живот с семейството си в Лос Сантос, но отново се е върнал към стария си криминален начин на живот. Прави нови обири с Франклин и стария си партньор Тревър. Отношенията му със семейството са сложни.

### 2. Франклин Клинтън
Млад мъж, който желае да се издигне в криминалния свят на Лос Сантос. Запознава се с Майкъл и му помага, като така изгражда близко приятелство. Те развиват връзка като баща и син. Прави обири с Тревър и играе ролята на посредник.

### 3. Тревър Филипс
Бивш военен пилот и психопатичен банков обирджия. Той е бивш партньор на Майкъл и управлява собствената си криминална империя в Санди Шорс. Когато разбира, че Майкъл е жив, отново се присъединява към екипа. Въпреки конфликтите между тях, продължават да работят заедно.

### 4. Лестър Крест
Планиращият обири и технически гений на Майкъл, Тревър и Франклин. Той е мозъкът зад много от техните обири и възлага на Франклин убийствени задачи.

### 5. Дейв Нортън
Агент на FIB и приятел на Майкъл. Той планира фалшивата смърт на Майкъл в сътрудничество с него. Кариерата му се е повишила благодарение на Майкъл и той му помага по време на събитията.

### 6. Ламар Дейвис
Най-добрият приятел на Франклин. Той мечтае да стане престъпник и е член на бандата Families. Често влиза в конфликт с Франклин, но все пак остават свързани.

### 7. Стив Хейнс
Корумпиран агент на FIB. Той принуждава Майкъл, Франклин и Тревър да се занимават с различни правителствени задачи. Има близки отношения с влиятелни и богати хора.

### 8. Девин Уестън
Богат бизнесмен и партньор в Merryweather Security. Той работи съвместно с агента на FIB Стив Хейнс, за да използва Майкъл, Тревър и Франклин. Обича да играе двустранно.

### 9. Аманда Де Санта
Съпруга на Майкъл. Когато отношенията в семейството се влошат, тя започва да харчи парите на съпруга си. Те се опитват да възстановят връзката си.

### 10. Джими Де Санта
Ленивият син на Майкъл и Аманда. Въпреки че е млад възрастен, все още е зависим от семейството си. Има сложни отношения с баща си.

### 11. Трейси Де Санта
Дъщерята на Майкъл и Аманда. Има проблеми с семейството, особено с баща си. Опитва се да участва в шоуто "Fame or Shame".

### 12. Брад Снайдер
Член на стария екип за обири на Майкъл и Тревър. Убит е по време на пролога. През цялата история Тревър вярва, че той е жив.

### 13. Стреч (Харолд Джоузеф)
Стар приятел на Франклин и Ламар, но не харесва Франклин. След като излезе от затвора, се връща към старите си връзки с бандата.

### 14. Уей Ченг
Лидер на Триадите в Лос Сантос. Опитва се да работи с Тревър, но по-късно стават врагове. Опитва се да отмъсти, след като Тревър саботира бизнеса му.

### 15. Мартин Мадразо
Мексикански наркобарон и бизнесмен. Иска компенсация от Майкъл за щетите на стоката, причинени от действията на Майкъл.

### 16. Соломон Ричардс
Продуцент на филми в Винуууд. Майкъл се запознава с Ричардс благодарение на Девин Уестън и му помага в производството на филми.

### 17. Рон Яковски
Приятел на Тревър, който вярва в конспиративни теории. Живее с Тревър в Санди Шорс и му помага в криминалните дейности.

### 18. Уейд Хебърт
Приятел на Тревър с ниско ниво на интелигентност. Помага на Тревър в много задачи и му помага да намери Майкъл в Лос Сантос.

### 19. Моли Шулц
Адвокат и дясна ръка на Девин Уестън. Играе важна роля в бизнесите на Уестън и поддържа близки отношения с него.

## Grand Theft Auto Online
На 1 октомври 2013 г. е пуснат мултиплейър мод, наречен GTA Online, до 30 играчи. Той е замислен като „различно преживяване“ спрямо Single Player версията.Grand Theft Auto V разширява функцията за мултиплейър, която присъства в Grand Theft Auto IV. Мултиплейърът се третира като допълнително заглавие и е известен като Grand Theft Auto Online. В GTA Online мултиплейър екипажи от Max Payne 3 могат да бъдат пренесени в Grand Theft Auto V. Grand Theft Auto V има мултиплейър функции, свързани с Rockstar's Social Club.
Мултиплейър задържа до шестнадесет души на Xbox 360 и PlayStation 3 и тридесет играчи в Xbox One, PlayStation 4 и PC версии.